# Dolores Soler-Espiauba
Dolores Soler-Espiauba Conesa (ur. 7 września 1935 w Kartagenie) – hiszpańska pisarka.

## Życiorys
Jest absolwentką filologii germańskiej i hiszpańskiej na Uniwersytecie Complutense w Madrycie. Pracowała jako nauczycielka w Polsce, Francji oraz Portugalii. W 1974 osiedliła się w stolicy Belgii, gdzie pracowała jako tłumaczka i nauczycielka w siedzibie Unii Europejskiej. 
Zdobyła kilka nagród za opowiadania, a jej działalność literacka rozwinęła się po otrzymaniu w 1987 pierwszej nagrody w kategorii krótka powieść za debiutancką powieść Los Cobardes. Rok później za powieść Mujer con paisaje de lluvia zdobyła Premio Felipe Trigo po raz drugi. 
W kolejnych latach otrzymywała liczne nagrody, wśród nich Premio Andalucía de Novela za utwór Hermana Ana, ¿Qué ves? z 1990, Premio Azorín w 1991 za powieść Elisa o el pasado imperfecto, Premio Café Gijón w 1992 za El oro y el moro oraz w 2007 Premio Gabriel Miró de Cuentos za opowiadanie La tumba del rey Baltasar. 
Poza publikowaniem powieści i opowiadań, współpracuje z magazynami literackimi i językowymi, gdzie drukuje artykuły dydaktyczne przeznaczone dla studentów uczących się hiszpańskiego jako języka obcego.

## Twórczość

### Powieści
- Los canardos, 1987 (VII Premio Felipe Trigo)
- Mujer con paisaje de lluvia, 1988 (VIII Premio Felipe Trigo)
- Crónica del olvido, 1988 (Premio Café Iruña)
- Hermana Ana, ¿Qué ves?, 1990 (V Premio Andalucía)
- Elisa o el pasado imperfecto, 1992 (Premio Azorín de Novela)
- El oro y el moro. Alicante, 1992 (Premio Café Gijón)
- La mancha de la mora, 1997

### Opowiadania
- Doce rosas para Rosa, 1989
- Ladrón de guante negro, 1989
- Más se perdió en Cuba, 1995
- Moros y Cristianos, 1995
- ...Pero se casan con las morenas, 1995
- Más conchas que un galápago, 1998
- Guantanameras, 1997
- Un taxi hacia Coyoacán, 1998
- Mirta y el viejo señor, 1998
- La vida es un tango, 1998
- La tumba del rey Baltasar, 2007